# Vougécourt
Vougécourt – miejscowość i gmina we Francji, w regionie Burgundia-Franche-Comté, w departamencie Górna Saona.
Według danych na rok 1990 gminę zamieszkiwało 171 osób, a gęstość zaludnienia wynosiła 19 osób/km² (wśród 1786 gmin Franche-Comté Vougécourt plasuje się na 573. miejscu pod względem liczby ludności, natomiast pod względem powierzchni na miejscu 496.).